# Congregação dos Agostinianos da Assunção
A Congregação dos Agostinianos da Assunção (A.A.), ditos Assuncionistas (em Latim Pia Societas Presbyterorum ab Assumptione ou Augustiniani ab Assumptione), é uma Congregação Religiosa Católica fundada em 1845 pelo sacerdote francês Emmanuel d'Alzon, na cidade de Nîmes, sul da França. Sua divisa foi retirada da oração do Pai-Nosso, Adveniat Regnum Tuum (Venha Teu Reino). Trata-se de uma Congregação Clerical de Direito Pontifício, na qual, não obstante, podem professar os votos religiosos não sacerdotes. O fundador desta Congregação desejava instituir na França uma nova ordem de presbíteros dedicada ao ensino em todas as suas formas «com o objetivo de restabelecer a unidade do conhecimento em Deus», segundo o espírito de Santo Agostinho. Depois da explusão de muitas ordens religiosas do território francês, em virtude da Revolução iniciada 1789, alguns clérigos, terminadas as perseguições, procuravam repropor as tradicionais formas de espiritualidade, atualizando-as para seu tempo. Enquanto Dom Guéranger restaurava a espiritualidade beneditina e Lacordaire, a dominicana; Emmanuel d´Alzon se dedicava a repropor a vida religiosa agostiniana, sem contudo unir-se, de fato, à antiga Ordem de Santo Agostinho; por isso, os religiosos desta Congregação receberam a alcunha de Agostinianos da França. Desde 1866, sem embargo, os assuncionista foram recebidos como confrades na Ordem, sendo a ela formalmente associados, como Terceira Ordem Agostiniana Regular, a 25 de março de 1929, por decreto de seu Prior Geral. A designação "Assunção", contudo, foi a primeira de todas as apelações, graças a três circustâncias particulares: o Padre d´Alzon cooperava desde 1841 com Santa Marie-Eugénie na direção espiritual da Congregação das Religiosas da Assunção; os 5 primeiros religiosos professaram os votos e viveram inicialmente num colégio dedicado à Virgem Maria, sob o título da Assunção e, finalmente, esta era a invocação mais celebrada pelos católicos da França, desde o voto de Luis XIII, que consagrara seu Reino à Virgem Maria e instituíra o 15 de agosto como festa nacional. Os assuncionistas foram os pioneiros na retomada das grandes peregrinações, conduzindo expressivo número de peregrinos à Terra Santa, onde construíram o Complexo Notre Dame de France, posteriomene renomeado Notre Dame de Jerusalém e a Igreja de Saint-Pierre en Gallicante; além de se destacarem na impressa católica, sobretudo na França, onde ainda dirigem o jornal La Croix e todo o grupo Bayard Presse.

## Fundação e primeiras obras
Na França de sua época, o século XIX, o padre Emmanuel Joseph Marie Maurice Daudé, herdeiro dos Viscondes de Alzon, desejava revitalizar a vida da Igreja através de uma nova Ordem de Presbíteros enraizados na tradição agostiniana, que estivesse à altura das influências e das mentalidades de seu tempo. A seu ver, era necessário nascer na França uma nova Ordem que se distinguiria pela aceitação de tudo o que fosse Católico, pela franqueza e pela liberdade. Motivado por estes ideais, no Natal de 1845, Emmanuel d´Alzon toma o hábito religioso e, dois dias depois, inicia o noviciado com um leigo e três sacerdotes. Como o fundador desejava restaurar, na França, a Vida Religiosa Agostiniana e como a fundação se deu no Colégio Assunção de Nîmes, seus religiosos foram reunidos no que veio a se tornar a Congregação dos Agostinianos da Assunção. 
Em 1862, os assuncionistas foram conclamados por Pio IX a trabalhar na missão do Oriente, que visava converter à fé católica os cristãos ortodoxos, para tanto o papa lhes pediu que iniciassem um trabalho apostólico na Bulgária, junto aos ortodoxos uniatas. Esta Congregação formou grande número de especialistas no Oriente Cristão. Na França e na Holanda, sobretudo, fizeram conhecer as riquezas espirituais e doutrinais dos Ortodoxos, por meio do seu Instituto Bizantino. Com a evolução da compreensão do ecumenismo, os assuncionistas procuraram desenvolver uma relação amistosa e cordial com os cristãos orientais, mantendo, até os dias de hoje, comunidades próximas aos cristãos ortodoxos na Romênia, Bulgária, Rússia, Turquia, Grécia e Israel. No século XIX lutaram pela liberdade do ensino católico e se dedicaram a combater a difusão do ateísmo e do secularismo.
Em 1900 a Congregação foi dissolvida pelo governo francês; como outras Congregações corriam o mesmo risco, o Papa Leão XIII pediu aos assuncionistas que não se envolvessem em política e eleições e que renunciassem à imprensa. Submetendo-se à Roma, os padres confiam a leigos a direção do "La Croix". Depois deste processo, por mais de 100 anos a Congregação não foi civilmente reconhecida na França, subsistindo por meio de outras associações civis.
Em 1925, os A.A. absorveram o ramo inglês dos Padres de "Saint-Edme" ou Oblatos do Sagrado Coração de Jesus e do Coração Imaculado de Maria, fundados em 1843 por Jean-Baptiste Muard.
Trinta e quatro Capítulos Gerais foram celebrados: 1850, 1852, 1855, 1858, 1862, 1868, 1873, 1876, 1879, 1880, 1886, 1892, 1898, 1903, 1906, 1912, 1918, 1921-1922, 1929, 1935, 1946, 1952, 1958, 1964, 1969, 1975, 1981, 1987, 1993, 1999, 2005 2011, 2017 e 2023.

## Superiores Gerais
- 1845-1880: Emmanuel d'Alzon
- 1880-1903: François Picard
- 1903-1917: Emmanuel Bailly
- 1917-1923: Joseph Maubon, vigário geral
- 1923-1952: Gervais Quenard
- 1952-1969: Wilfrid Dufault
- 1969-1975: Paul Charpentier
- 1975-1987: Hervé Stéphan
- 1987-1999: Claude Maréchal
- 1999-2011: Richard Lamoureux
- 2011-2023: Benoît Grière
- 2023-atual: Ngoya Ya Tsihemba

## A Espiritualidade Assuncionista
A Espiritualidade dos Agostinianos da Assunção está centrada na acolhida alegre do Reino de Deus, conforme a divisa que lhes deu seu Fundador "Venha Teu Reino." A esta acolhida alegre e constante do Reino de Deus, o padre d´Alzon orientou seus religiosos à experiência de Santo Agostinho, marcada pela interioridade, vida fraterna e compromissos apostólicos. Atualizando a espiritualidade agostiniana para seu tempo, o padre d´Alzon legou aos assuncionistas o "tríplice amor", isto é, o Amor a Cristo, o amor à Virgem Maria e o amor à Igreja. Este tríplice amor implica a acolhida do Reino em cada religioso, pela vida interior, da qual a Virgem Maria é modelo; ao mesmo tempo em que os motiva ao cultivo do Reino à sua volta, pela vida fraterna e pelo serviço à Igreja.
Fortemente marcada pelo espírito de Santo Agostinho, cuja regra de vida os religiosos observam, os assuncionistas assumiram muitas missões que privilegiavam a comunhão e a unidade da Igreja. Daí se origina a busca da unidade na comunidade dos irmãos: "Acima de tudo, vivam unânimes na casa e tenham uma só alma e um só coração dirigidos para Deus". A Congregação busca cultivar a simplicidade de vida e o espírito de família, heranças de Santo Agostinho e do Padre d´Alzon.

## Vida apostólica
Ao ser fundada pelo Padre d´Alzon, a Congregação Assuncionista dedicou-se especialmente ao ensino. No entanto, progressivamente houve uma diversificação de seu apostolado, assim o trabalho apostólico dos religiosos assuncionistas não está restrito a uma atividade específica, mas se destina a orientar a vida dos religiosos e leigos para uma crescente abertura a um vida de fé, de comunhão e de solidariedade com os mais pobres. Atualmente as obras a que a Congregação se dedica são, sobretudo, as missões estrangeiras, missão entre os ortodoxos, educação católica segundo o espírito de Santo Agostinho, combate ao ateísmo, impressa e peregrinações.
Padre d´Alzon exortou seus filhos a que fossem sempre "ousados, generosos e altruístas."  lançando as bases morais de sua família religiosa na aceitação de tudo o que é Católico, na franqueza e na liberdade.
A Congregação chegou ao Brasil em 21 de novembro de 1935, na cidade do Rio de Janeiro, onde se fundou a primeira comunidade assuncionista do país. Atualmente esta Congregação conta com cerca de 1.000 religiosos, espalhados em pouco mais de 30 países.